# Mini rugby
Il mini rugby (anche “rugby propaganda” o "rugby di base") è una versione semplificata del rugby adatta alle capacità motorie dei bambini. Questa categoria rappresenta la fascia di giocatori più giovane di una società di rugby.
Lo scopo è avviare i bambini, tra i 4 e i 12 anni d’età e senza alcuna distinzione di sesso, al gioco del rugby attraverso l'apprendimento degli schemi motori di base e dei fondamentali della disciplina. Pur rimanendo uno sport di contatto sono escluse tutte le situazioni considerate pericolose per un bambino (mischia, placcaggi pericolosi, maul, touche ecc.). Il numero di giocatori è ridotto, le sostituzioni illimitate e le fasi di gioco sono rapide e dinamiche in modo da semplificare il gioco e consentire al bambino di comprenderne il regolamento.
Inventato nel Regno Unito nel 1970, oggi non è direttamente regolato dalla World Rugby ma ogni federazione nazionale definisce regole, attrezzatura e spazi per svolgere l'attività in sicurezza.

## Mini Rugby in Italia
In Italia la FIR, seguendo le linee guida della federazione internazionale, divide le categorie del mini rugby in:
- Under 5
- Under 7
- Under 9
- Under 11

Le differenze riguardano il numero di giocatori e la grandezza del terreno di gioco (via via maggiori con l'aumentare dell'età), la misura del pallone (under 5 e under 7 misura 3, under 9 e under 11 misura 4), utilizzo del gioco al piede (consentito solo dall'under 11), durata di ogni incontro (dai 20 minuti dell'under 5 ai 40' dell'under 11). Bambini e bambine giocano insieme fino alla categoria under 13.
La formula delle competizioni è quella del torneo a concentramento, con più incontri nella stessa giornata e tempo di gioco variabile in rapporto al numero degli incontri. Il torneo più importante in Italia è il Torneo città di Treviso (fino al 2016 noto come Trofeo Topolino) che si gioca generalmente in maggio dal 1976.

## Resto del mondo
Nel mondo il mini rugby è generalmente conosciuto con questo nome, mentre in Irlanda viene chiamato Leprechaun rugby, Walla rugby in Australia e Dragon rugby in Galles.